# Природно-заповідний фонд Заліщицького району
Станом на 1 січня 2017 року на території Заліщицького району є 63 території та об'єкти природно-заповідного фонду загальною площею 22656,34 га:
- 1 національний природний парк загальною площею 5093,43 га,
- 1 регіональний ландшафтний парк загальною площею 16053,0 га,
- 4 заказники загальнодержавного значення загальною площею 1004,2 га:
  - 1 ландшафтний заказник площею 631,2 га,
  - 3 ботанічних заказники площею 317,0 га,
- 2 ботанічні пам'ятки природи загальнодержавного значення загальною площею 101,0 га,
- 7 заказників місцевого значення загальною площею 289,9 га:
  - 5 ботанічних заказників загальною площею 202,1 га,
  - 2 іхтіологіічні заказники загальною площею 87,8 га,
- 45 пам'яток природи місцевого значення загальною площею 104,81 га:
  - 14 геологічних пам'яток природи загальною площею 19,55 га,
  - 2 гідрологічні пам'ятки природи загальною площею 0,72 га,
  - 31 ботанічна пам'ятка природи загальною площею 84,48 га,
- 2 дендрологічні парки місцевого значення площею 5,0 га,
- 1 парк-пам'ятка садово-паркового мистецтва місцевого значення площею 5,0 га.

Входить до складу територій ПЗФ інших категорій 45 об'єктів загальною площею 4313,37 га
Фактично в Заліщицькому районі 64 території та об'єкти природно-заповідного фонду загальною площею 18342,97 га, що становить 26,82 % території району.

## Природні парки
| №                             | Назва території або об'єкта | Площа, га | Рішення про створення (зміну) | Розташування | Керуюча організація | Світлина, альбом |
| ----------------------------- | --------------------------- | --------- | ----------------------------- | ------------ | ------------------- | ---------------- |
| Національний природний парк   |                             |           |                               |              |                     |                  |
| 1.                            |                             |           |                               |              |                     |                  |
| Регіональний ландшафтний парк |                             |           |                               |              |                     |                  |
| 1.                            |                             |           |                               |              |                     |                  |

## Заказники
| №                                               | Назва території або об'єкта | Площа, га | Рішення про створення (зміну) | Розташування | Керуюча організація | Світлина, альбом |
| ----------------------------------------------- | --------------------------- | --------- | ----------------------------- | ------------ | ------------------- | ---------------- |
| Ботанічні заказники загальнодержавного значення |                             |           |                               |              |                     |                  |
| 1.                                              |                             |           |                               |              |                     |                  |
| Ботанічні заказники місцевого значення          |                             |           |                               |              |                     |                  |
| 1.                                              |                             |           |                               |              |                     |                  |

## Пам'ятки природи
| №                                                | Назва території або об'єкта | Площа, га | Рішення про створення (зміну) | Розташування | Керуюча організація | Світлина, альбом |
| ------------------------------------------------ | --------------------------- | --------- | ----------------------------- | ------------ | ------------------- | ---------------- |
| Геологічні пам'ятки природи місцевого значення   |                             |           |                               |              |                     |                  |
| 1.                                               |                             |           |                               |              |                     |                  |
| Гідрологічні пам'ятки природи місцевого значення |                             |           |                               |              |                     |                  |
| 1.                                               |                             |           |                               |              |                     |                  |
| Ботанічні пам'ятки природи місцевого значення    |                             |           |                               |              |                     |                  |
| 1.                                               |                             |           |                               |              |                     |                  |

## Парки-пам'ятки садово-паркового мистецтва
| №  | Назва території або об'єкта | Площа, га | Рішення про створення (зміну) | Розташування | Керуюча організація | Світлина, альбом |
| -- | --------------------------- | --------- | ----------------------------- | ------------ | ------------------- | ---------------- |
| 1. |                             |           |                               |              |                     |                  |

| №   | Назва території або об'єкта                           | Площа, га | Рішення про створення (зміну) | Розташування | Керуюча організація | Світлина, альбом |
| --- | ----------------------------------------------------- | --------- | --- | --- | --- | ---------------- |
|     |                                                       |           | | | |                  |
| 1   | Регіональний ландшафтний парк «Дністровський каньйон» | 42084.0   | Борщівський, Заліщицький, Бучацький і Монастириський райони, пн. межа проходить вздовж автошляху між селами Діброва, Коропець, Берем'яни, Свершківці, Хмелева, Дорогичівка, Шутроминці, Нирків, Нагіряни, Торське, Глушка, Бедриківці, Городок, Синьків, Колодрібка, Устя, Мельниця-Подільська, Дзвиняч, Урожайне, Вигода, Окопи, пд. межа — по р. Дністер | Монастириський район — 3418,06 га Коропецька селищна, Гориглядівська, Вістрянська, Вербківська сільські ради, Бучацький район — 4384,99 га Стінківська, Порохівська, Космиринська, Сновидівська, Возилівська, Миколаївська, Костільницька, Скоморохська, Русилівська, Ліщинецька, Дулібська, Жниборідська, Берем'янська, Язловецька сільські ради; Заліщицький район — 11984,47 га Колодрібська, Синьківська, Зозулинецька, Кулаківська, Городоцька, Бедриківська, Касперівська, Добрівлянська, Зеленогіївська, Зозулинька, Устечківська, Іване-Золотецька, Торська, Нирківська, Дорогичівська, Литяцька, Шутроминська, Хмелівська сільські, Заліщицька міська ради, Борщівський район — 12435,2 га Бабинецька, Пилипчанська, Горошівська, Іване-Пустенська, Худиківська, Вільхівецька, Дністровська, Урожайнівська, Вигодська сільські, Мельнице-Подільська селищна ради | Рішення ВК ТОР від 30.08.1990 р. № 191 та від 29.11. 1990 р. № 273                                                         |                  |
| 1   | Жежавський                                            | 155.0     | Заліщицький район, с. Зелений Гай, лівий схил Дністра, лісове урочище «Жижава» | Відокремлений підрозділ національного університету біоресурсів і природокористування України «Заліщицький аграрний коледж ім. Є.Храпливого» | Постанова Ради Міністрів УРСР від 28.10.1974 р. № 500                                                                      |                  |
| 2   | Обіжевський                                           | 162.0     | Заліщицький район, с. Добрівляни, північна околиця, Заліщицьке лісництво, кв. 74 вид. 1-7; кв. 75 вид. 1-8, 18-20; кв. 76 вид. 1-6.1, 6.2, 7-11; кв. 77 вид. 1-11; кв. 78 вид. 1- 4, 7-9, 11-15, кв. 79 вид. 1-5, 12-14, 18, 26, лісове урочище «Обіжева»                                                                                                  | ДП «Чортківське лісове господарство» | Постанова Ради Міністрів УРСР від 28.10.1974 р. № 500                                                                      |                  |
| 8   | Урочище «Криве»                                       | 56.0      | Заліщицький район, с. Касперівці, лівий схил меандри Дністра, пд.-сх. частина від лісового урочища в бік с. Городок | Касперівська сільська рада | Постанова Ради Міністрів УРСР від 03.08.1978 р. № 383                                                                      |                  |
| 1   | Урочище «Глоди»                                       | 16.0      | Заліщицький район, с. Колодрібка, Наддністрянське лісництво, кв. 56 вид. 28, лісове урочище «Глоди» | ДП «Чортківське лісове господарство» | Розпорядження Ради Міністрів УРСР від 14.10.1975 р. № 780-р                                                                |                  |
| 2   | Урочище «Заліщицька діброва в Шутроминцях»            | 85.0      | Заліщицький район, с. Шутроминці, Дорогичівське лісництво, кв. 23 вид. 1-32, лісове урочище «Шутроминці» | ДП «Бучацьке лісове господарство» | Розпорядження Ради Міністрів УРСР від 14.10.1975 р. № 780-р                                                                |                  |
| 8   | Урочище «Каштелянка»                                  | 153.0     | Заліщицький район, с. Дуплиська, Заліщицьке лісництво, кв. 50-52, лісове урочище «Каштелянка» | ДП «Чортківське лісове господарство» | Рішення ТОР від 18.03.1994 р.                                                                                              |                  |
| 11  | Синьків                                               | 10.0      | Заліщицький район, с. Вигода, Заліщицьке лісництво, кв. 45 вид. 1, лісове урочище «Синьків» | ДП «Чортківське лісове господарство» | Рішення ВК ТОР від 22.07.1977 р. № 360                                                                                     |                  |
| 41  | Урочище «Вівошів»                                     | 18.0      | Заліщицький район, с. Голігради, північна околиця села, глибока балка, що відкривається до р. Серет | Спілка пайовиків «Винятинська» | Рішення ТОР від 18.03.1994 р.                                                                                              |                  |
| 42  | Урочище «Бубнівка»                                    | 16.1      | Заліщицький район, с. Шипівці, с. Лисівці, високий берег лівого віддаленого схилу р. Серет, біля кар'єру | Лисівська сільська рада — 5,9 га, Шипівецька сільська рада — 10,2 га | Рішення ТОР від 18.03.1994 р., зі змінами, затвердженими рішенням ТОР від 27.04.2001 р. № 238                              |                  |
| 43  | Харитонівський                                        | 5.0       | Заліщицький район, с. Харитонівка, верхня частина лівого схилу долини р. Тупа | Угриньківська сільська рада | Рішення ТОР від 18.03.1994 р.                                                                                              |                  |
| 1   | Касперівсько-Городоцький                              | 36.8      | Заліщицький район, р. Серет від Касперівської ГЕС до гирла | Кулаківська сільська рада — 12,7 га, Дунівська сільська рада — 7,9га, Касперівська сільська рада — 12,7га, Городоцька сільська рада — 3,5га | Рішення ВК ТОР від 19.11.1984 р. № 320                                                                                     |                  |
| 2   | Городоцько-Добрівлянський                             | 51.0      | Заліщицький район, р. Дністер від місця впадіння р. Серет до турбази «Дністрянка» | Городоцька — 21,0 га, Добрівлянська — 3,0 га, Бедриківська — 8,0 га, Касперівська — 19,0 га сільські ради | Рішення ВК ТОР від 19.11.1984 р. № 320                                                                                     |                  |
| 1   | Печера «Нагірянська»                                  | 5.0       | Заліщицький район, с. Нагіряни, лівий схил р. Поросячка, в кар'єрі | Нирківська сільська рада | Рішення ТОР від 18.03.1994 р.                                                                                              |                  |
| 10  | Карстова лійка «Язвінь»                               | 0.8       | Заліщицький район, c.Новосілка, серед полів | Агрофірма «Новосілка» | Рішення ТОР від 18.03.1994 р.                                                                                              |                  |
| 11  | Карстова лійка «Мархонівка»                           | 0.8       | Заліщицький район, с. Новосілка, серед полів | Агрофірма «Новосілка» | Рішення ТОР від 18.03.1994 р.                                                                                              |                  |
| 24  | Іване-Золотецький розріз нижнього девону              | 2.0       | Заліщицький район, с. Іване-Золоте, лівий схил р. Дністер нижче від села по течії | Іване-Золотецька сільська рада | Рішення ВК ТОР від 23.12.1976 р. № 637                                                                                     |                  |
| 25  | Устецький розріз нижнього девону                      | 1.0       | Заліщицький район, с. Устечко, Дорогичівське лісництво, кв. 65 вид. 15, лісове урочище «Нирків», лівий берег р. Дністер | ДП «Бучацьке лісове господарство» | Рішення ВК ТОР від 17.11.1969 р. № 747                                                                                     |                  |
| 32  | Касперівські скелі                                    | 5.0       | Заліщицький район, с. Касперівці, схил р. Тупа, верхня частина | Касперіська сільська рада | Рішення ВК ТОР від 17.11.1969 р. № 747                                                                                     |                  |
| 39  | Відслонення п'ятої тераси Дністра                     | 0.1       | Заліщицький район, нижче від села Добрівляни, Заліщицьке лісництво, кв. 80 вид. 20, лісове урочище «Криве» | ДП «Чортківське лісове господарство» | Рішення ВК ТОР від 26.12.1983 р. № 496                                                                                     |                  |
| 40  | Відслонення шостої тераси Дністра                     | 0.05      | Заліщицький район, с. Голігради, біля повороту до села від автошляху «Заліщики-Борщів», у межах старого кар'єру з добування гравію, заліщицьке лісництво, кв. 64 вид.2, лісове урочище «Самотия» | ДП «Чортківське лісове господарство» | Рішення ВК ТОР від 26.12.1983 р. № 496                                                                                     |                  |
| 58  | Заліщицький горизонт нижнього девону                  | 1.8       | Заліщицький район, м. Заліщики, ділянка схилу р. Дністер протяжністю 200 метрів, вище по течії від поромної переправи | Заліщицька міська рада | Рішення ВК ТОР від 22.12.1987 р. N 310                                                                                     |                  |
| 67  | Травертинові скелі                                    | 0.5       | Заліщицький район, с. Литяче, лівий берег р. Дністра | Литяцька сільська рада | Рішення ВК ТОР від 23.10.1972 р. № 537                                                                                     |                  |
| 68  | Дорогичівські скелі                                   | 1.3       | Заліщицький район, с. Шутроминці, Дорогичівське лісництво, кв. 16 вид. 21, лісове урочище «Нирків» | ДП «Бучацьке лісове господарство» | Рішення ВК ТОР від 23.10.1972 р. № 537                                                                                     |                  |
| 69  | Дністровські феномени                                 | 1.0       | Заліщицький район, с. Касперівці, лівий схил р. Дністра, урочище «Криве» | Касперівська сільська рада | Рішення ВК ТОР від 21.12.1974 р. № 557                                                                                     |                  |
| 70  | Сеноманські богатирі                                  | 0.1       | Заліщицький район, х. Вовчків, правий схил Касперівського водосховища | Касперіська сільська рада | Рішення ВК ТОР від 27.12.1976 р. № 637                                                                                     |                  |
| 75  | Касперівські сфінкси                                  | 0.1       | Заліщицький район, між с. Лисичники і х. Вовчків, правий схил Касперівського водосховища | Касперівська сільська рада | Рішення ВК ТОР від 23.10.1972 р. № 537                                                                                     |                  |
| 1   | Червоногородський водоспад                            | 0.7       | Заліщицький район, між селами Нирків і Нагіряни, на р. Джурин | Устечківська сільська рада | Рішення ВК ТОР від 23.10.1972 р. № 537                                                                                     |                  |
| 20  | Джерело «Біла криниця № 1»                            | 0.02      | Заліщицький район, північно-східна околиця с. Угриньківці, долина невеликого потічка, що впадає в р. Тупа з лівої сторони | Угриньківська сільська рада | Рішення ТОР від 18.03.1994 р.                                                                                              |                  |
| 7   | Дорошівська діброва                                   | 18.5      | Заліщицький район, с. Блищанка, Заліщицьке лісництво, кв. 64 вид. 1, лісове урочище «Дорошево» | ДП «Чортківське лісове господарство» | Рішення ВК ТОР від 05.11.1981 р. № 589                                                                                     |                  |
| 56  | Горіх чорний (ділянка № 6)                            | 1.0       | Заліщицький район, с. Слобідка, Дорогичівське лісництво, кв. 3 вид. 3, лісове урочище «Чагар» | ДП «Бучацьке лісове господарство» | Рішення ВК ТОР від 13.12.1971 р. № 645                                                                                     |                  |
| 57  | Берекова діброва в Шутроминцях                        | 13.8      | Заліщицький район, с. Шутроминці, Дорогичівське лісництво, кв. 21 вид. 4, 5, 7, 8, лісове урочище «Нирків» | ДП «Бучацьке лісове господарство» | Рішення ВК ТОР від 17.11.1969 р. № 747, із змінами затвердженими рішенням виконавчого комітету ТОР від 19.11.1984 р. № 320 |                  |
| 100 | Дуб «Довбуша»                                         | 0.03      | Заліщицький район, с. Мишків, Заліщицьке лісництво, кв. 5 вид. 7, лісове урочище "Дача «Турин» | ДП «Чортківське лісове господарство» | Рішення ВК ТОР від 17.11.1969 р. № 747                                                                                     |                  |
| 108 | Дуб «Литяцький»                                       | 0.03      | Заліщицький район, с. Литячі, південна околиця села | Литяцька сільська рада | Рішення ВК ТОР від 23.10.1972 р. № 537                                                                                     |                  |
| 121 | Шутроминські дуби                                     | 0.08      | Заліщицький район, с. Шутроминці, Дорогичівське лісництво, кв. 20 вид. 10, лісове урочище «Шутроминці» | ДП «Бучацьке лісове господарство» | Рішення ВК ТОР від 14.03.1977 р. № 131                                                                                     |                  |
| 125 | Дуб 4-стовбурний                                      | 0.03      | Заліщицький район, с. Мишків, Заліщицьке лісництво, кв. 6 вид. 7, лісове урочище «Дача Турин» | ДП «Чортківське лісове господарство» | Рішення ВК ТОР від 14.03.1977 р. № 131                                                                                     |                  |
| 127 | Дуби Тараса Бульби                                    | 0.04      | Заліщицький район, с. Касперівці, в смузі відводу автодороги «Касперівці — Збручанське» (+ 3 км), не подаліквід р. Дністер | Служба автомобільних дорогіг у Тернопільській області | Рішення ВК ТОР від 23.10.1972 р. № 537                                                                                     |                  |
| 133 | Дуб колоноподібної форми                              | 0.01      | Заліщицький район, с. Литячі, територія старого парку | Литяцька сільська рада | Рішення ВК ТОР від 14.03.1977 р. № 131                                                                                     |                  |
| 136 | Дорогичівські дуби                                    | 0.9       | Заліщицький район, Дорогичівського лісництво, кв. 16 вид. 23, між селами Литяче та Шутроминці, на схилі пд.-зх експозиції лівого берега р. Дністра | ДП «Бучацьке лісове господарство» | Рішення ТОР від 18.06.2009 р. № 620                                                                                        |                  |
| 164 | Лисичниківські липи                                   | 0.04      | Заліщицький район, с. Лисичники, в центрі села, біля автобусної зупинки | Касперівська сільська рада | Рішення ТОР від 18.03.1994 р.                                                                                              |                  |
| 184 | Новосілківські берести                                | 0.04      | Заліщицький район, с. Новосілка, в центрі села на роздоріжжі, біля хреста | Новосілківська сільська рада | Рішення ВК ТОР від 13.12.1971 р. № 645                                                                                     |                  |
| 186 | Гінкго дволопатеве                                    | 0.02      | Заліщицький район, м. Заліщики, вул. Ольжича, 3а, садиба школи № 2 | Заліщицька загальноосвітня школа I—III ступенів | Рішення ВК ТОР від 20.12.1968 р. № 870                                                                                     |                  |
| 187 | Бундук канадський                                     | 0.01      | Заліщицький район, м. Заліщики, на кладовищі, за 20 метрів від центрального входу | Заліщицьке житлово-комунальне підприємство | Рішення ВК ТОР від 23.10.1972 р. № 537                                                                                     |                  |
| 188 | Софора японська                                       | 0.01      | Заліщицький район, м. Заліщики, на кладовищі, за 20 метрів від центрального входу | Заліщицьке житлово-комунальне підприємство | Рішення ВК ТОР від 23.10.1972 р. № 537                                                                                     |                  |
| 189 | Горіх ведмежий № 1                                    | 0.01      | Заліщицький район, м. Заліщики, біля універмагу | Заліщицьке житлово-комунальне підприємство | Рішення ВК ТОР від 23.10.1972 р. № 537                                                                                     |                  |
| 210 | Горіх чорний (2 шт.)                                  | 0.02      | Заліщицький район, с. Нирків, Дорогичівське лісництво, кв. 29 вид. 2, лісове урочище «Нирків» | ДП «Бучацьке лісове господарство» | Рішення ВК ТОР від 17.11.1969 р. № 747                                                                                     |                  |
| 211 | Горіх чорний                                          | 0.02      | Заліщицький район, с. Угриньківці, біля річки Тупи, правий берег, присадибна ділянка школи | Угриньківська загальноосвітня школа I—III ступенів | Рішення ВК ТОР від 23.10.1972 р. № 537                                                                                     |                  |
| 238 | Синьківська кострицева степова ділянка                | 9.2       | Заліщицький район, с. Синьків, схил південної експозиції долини р. Дністера, біля кар'єру | Синьківська сільська рада | Рішення ТОР від 21.08.2000 р. № 187                                                                                        |                  |
| 239 | Богданівський степ                                    | 7.76      | Заліщицький район, с. Колодрібка, лівий віддалений схил долини р. Дністра | Колодрібська сільська рада | Рішення ВК ТОР від 13.12.1971 р. № 645, зі змінами, затвердженими рішенням ТОР від 27.04.2001 р. № 238                     |                  |
| 240 | Зозулинська степова ділянка № 1                       | 2.4       | Заліщицький район, с. Зозулинці, між селами Зозулинцями і Виноградним, верхня частина схилу р. Дністра | Зозуленська сільська рада | Рішення ВК ТОР від 23.10.1972 р. № 537, зі змінами, затвердженими рішенням ТОР від 27.04.2001 р. № 238                     |                  |
| 241 | Зозулинська степова ділянка № 2                       | 1.0       | Заліщицький район, с. Зозулинці, Наддністрянське лісництво, кв. 58 вид. 23, лісове урочище «Зозулинці» | ДП «Чортківське лісове господарство» | Рішення ВК ТОР від 14.03.1977 р. № 131                                                                                     |                  |
| 242 | Стінка «Городок-Костільники»                          | 11.4      | Заліщицький район, між с. Городок та с. Зозулинці, схил південної експозиції долини р. Дністера | Зозулинська сільська рада | Рішення ТОР від 21.08.2000 р. № 187                                                                                        |                  |
| 243 | Деренівська стінка                                    | 6.0       | Заліщицький район, с. Касперівці, Заліщицьке лісництво, кв. 81 вид. 2, лісове урочище «Деренівка» | ДП «Чортківське лісове господарство» | Рішення ВК ТОР від 21.12.1974 р. № 554                                                                                     |                  |
| 244 | Стінка-Криве                                          | 5.0       | Заліщицький район, с. Бедриківці, Заліщицьке лісництво, кв. 80, лісове урочище «Криве» | ДП «Чортківське лісове господарство» | Рішення ВК ТОР від 13.12.1971 р. № 645                                                                                     |                  |
| 245 | Устечківська ділянка                                  | 1.1       | Заліщицький район, с. Шутроминці, Дорогичівське лісництво, кв. 65 вид. 6, лісове урочище «Нирків» | ДП «Бучацьке лісове господарство» | Рішення ВК ТОР від 27.12.1976 р. № 637                                                                                     |                  |
| 246 | Хмелівська ділянка                                    | 6.0       | Заліщицький район, с. Хмелева, Дорогичівське лісництво, кв. 7 вид. 7, лісове урочище «Свершківці» | ДП «Бучацьке лісове господарство» | Рішення ВК ТОР від 14.03.1977 р. № 131 зі змінами, затвердженими рішенням виконкому ТОР від 19.11.1984. № 320              |                  |
| 3   | Дорошівський                                          | 3.0       | Заліщицький район, Заліщицьке лісництво, кв. 68 вид. 7, с. Бедриківці, лісове урочище «Дорошів» | ДП «Чортківське лісове господарство» | Рішення ВК ТОР від 28.12.1970 р. № 829                                                                                     |                  |
| 6   | Заліщицький                                           | 2.0       | Заліщицький район, м. Заліщики, садиба державного аграрного коледжу | Заліщицький державний аграрний коледж ім. Євгена Храпливого, Національного аграрного університету | Рішення ТОР від 25.04.1996 р. № 90                                                                                         |                  |
| 2   | Заліщицький парк                                      | 5.0       | Заліщицький район, м. Заліщики, вул. Українська,5, біля р. Дністра, садиба лікарні | Заліщицька міська рада | Рішення ВК ТОР від 20.12.1968 р. № 870 та від 24.04.1972 р. № 228                                                          |                  |
| 275 | Дуб над Дністром                                      | 0.07      | Заліщицький р-н, м. Заліщики, у межах ППСПМ «заліщицький парк» | Заліщицька міська рада | Рішення ТОР від 23.10.2012 № 1448                                                                                          |                  |
| 276 | Гінкго Ігнатія Браницького                            | 0.04      | Заліщицький р-н, м. Заліщики, у межах ППСПМ «заліщицький парк» | Заліщицька міська рада | Рішення ТОР від 23.10.2012 № 1448                                                                                          |                  |